# Michele Sarcone
Michele Sarcone (Terlizzi, novembre 1731 – Napoli, 25 gennaio 1797) è stato un medico e scienziato italiano.

## Biografia
Michele Piacenza nacque a Terlizzi da genitori ignoti nel novembre del 1731. 
Abbandonato dai genitori, fu rinvenuto dai frati dietro la Chiesa di S. Maria dei Minori Osservanti che lo raccolsero e allevarono. Decise In seguito di cambiare il nome da "Piacenza" in "Sarcone".
I frati lo indirizzarono agli studi, dandogli essi stessi le prime nozioni del sapere: elementi di Retorica, Grammatica, Latino, Musica e rudimenti di Matematica. Il giovane Michele si dimostrò subito incline allo studio delle scienze naturali, ed i frati, ormai suoi tutori, lo fecero iscrivere presso la facoltà di medicina di Napoli, che allora era abbinata alla facoltà di filosofia in nome di un'antica tradizione.

### I rapporti con Carlo III
L'atmosfera culturale e scientifica che il giovane Sarcone trovò a Napoli dove si recò a studiare medicina, risentì dell'influsso e dei movimenti del re Carlo III di Spagna. Trasferitosi dalla corte di Parma a Napoli, il re creò imponenti opere architettoniche e di viabilità su modello francese: seguì dunque il modello di Parigi (che da poco aveva rinnovato il famoso Hôtel-Dieu (Parigi)) anche in ambito sanitario.
Questo rinnovamento della medicina pretendeva dunque spazi nuovi e l'impulso di Carlo III fu infatti quello di favorire la costruzione del grande Albergo dei poveri a Capodimonte (Napoli) (definito poi "reclusorio" o "serraglio"), per la cui progettazione fu chiamato l'architetto Alessandro Fuga, il quale aveva già costruito il teatro anatomico dell'Arcispedale di Santo Spirito in Saxia a Roma.
Il giovane medico trovò in questo contesto grande fermento di idee, di uomini e di attività, in un periodo in cui la formazione medica avveniva presso le scuole private, in genere collocate in grandi ospedali. La sua laurea è sicuramente guidata anche dall'impulso dei grandi maestri napoletani dell'epoca come Francesco Serao.

#### I tre medici pugliesi
Sarcone appartenne alla triade di medici Pugliesi dell'epoca che si muovono tutti dalla stessa area territoriale ed ebbero tutti una grande fortuna culturale e scientifica proprio a Napoli. Gli altri due membri della fortunata triade furono Domenico Cotugno, di poco più giovane e originario di Ruvo, e Michele Troia di Andria; questi dividettero molto spesso gli entusiasmi, la curiosità scientifica e la verifica reciproca delle proprie competenze, proprio con Sarcone.

### La carriera medica
Sarcone si laureò a Napoli nel 1754 e tentò subito un primo concorso a cattedra l'anno successivo, senza riscuotere grande successo a causa della sua giovane età e della sua poca celebrità. Non avendo ottenuto gli appoggi politici sperati preferì quindi svolgere l'attività di medico condotto in provincia, a Sessa Aurunca.

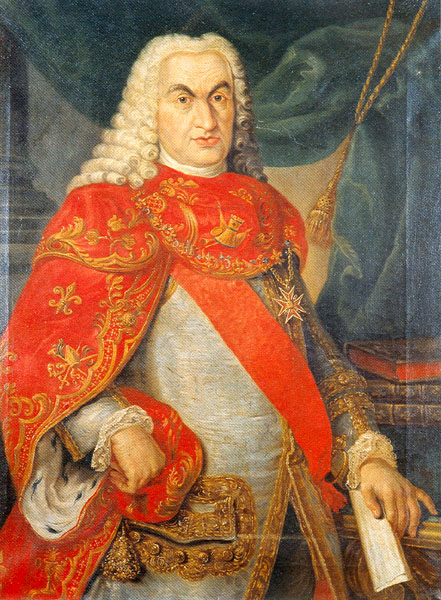
Bernardo Tanucci

I primi anni della sua professione li trascorse dunque a Sessa. Purtroppo una disgrazia familiare che portò alla perdita di due dei suoi figli a causa dell'epidemia di vaiolo del 1758, lo costrinse a trasferirsi a Napoli proprio mentre avveniva l'incoronazione di Ferdinando IV di Napoli (secondo figlio di Carlo III). A Ferdinando IV, ancora un bambino di soltanto 8 anni, venne assegnato un tutoraggio formato da ministri e notabili tra cui spicca il nome di Bernardo Tanucci, già consigliere e ministro della giustizia del predecessore re Carlo III. Bernardo Tanucci fu una figura chiave nella divulgazione e nella libera diffusione dell'attività scientifica che Michele Sarcone andrà sviluppando in quel periodo.  Lo stesso Tanucci promosse la nascita di ben dieci ospedali più l'albergo dei poveri a Capodimonte.
La figura di quest'uomo è essenziale per comprendere il periodo: il ministro, grande consigliere del re e tutore nel caso di Ferdinando IV, era solito esprimersi in termini di grande rigore e di critica nei confronti della magistratura corrotta che favoriva prebende e si comportava come uno "stato nello stato". Egli fu severo anche nei confronti dei medici ritenendoli molto più simili agli astrologi che agli scienziati. È significativo questo giudizio sapendo che è proprio al Tanucci che Sarcone dedicò la sua prima opera.
Michele Sarcone diventato medico militare nel 1760, fu affidato al reggimento svizzero comandato dal cavaliere Carlo Floreno Jank e subito dopo diventò direttore dell'ospedale militare della Trinità. Proprio in questo ospedale Sarcone ebbe possibilità di formarsi rispettando il valore dell'osservazione per ogni caso clinico, maturando un approccio medico che dava gran rilevanza all'analisi del sintomo.
Grazie alla sua permanenza nella città partenopea ebbe modo di conoscere la realtà di altre malattie che vi scoppiarono nel 1764. Infatti, l'anno dopo (1765) scrisse il suo primo trattato pratico scientifico: la Istoria ragionata dei mali osservati in Napoli nell'intero anno 1764.
Campo di interessanti ricerche fu per Sarcone l'epidemia vaiolosa che afflisse Napoli nel 1753 e che si presentò nuovamente nel 1757 e 1768: ciò gli permise più tardi di pubblicare l'opera Del contagio del vaiolo e della necessità di tentarne l'estirpazione, di cui si è tramandato solamente il primo volume. In qualità di medico e di scienziato, promosse rilevanti modifiche nella diagnostica e nella terapia medica delle malattie infettive, così spaventosamente diffuse in quel periodo.
I suoi studi, le sue ricerche, le sue intuizioni spianarono la via della vaccinazione antivaiolosa a cui giunse Edward Jenner.
Come nota lo studioso Francesco Babudri:
(F. Babudri)

### Periodo Romano e ilCaffè
Nonostante il suo impegno in campo clinico e in campo politico, credendo fermamente in una società organizzata e libera da pregiudizi, fu costretto invece dall'invidia e dal rancore che serpeggiava tra i suoi colleghi a spostarsi a Roma nel 1770.
Neanche a Roma trovò la tranquillità e la larghezza di vedute che probabilmente aveva immaginato: riscontrò, anzi, una tradizione medica vincolata ad ordinamenti arcaici, che sarebbero stati vinti molto più tardi, ben dopo la rivoluzione di luglio in Francia. In questo periodo ebbe in cura il medico Filippani, un componente della famiglia di Francesco d'Aquino, principe di Caramanico. Sarcone venne chiamato a consulto dall'archiatra che era succeduto al Filippani e si rese conto che il paziente era in uno stato così avanzato di malattia che non poteva sopravvivere a lungo. Fece anzi una precisa diagnosi del male e suggerì una cura, ma il suo paziente morì e allora venne ingiustamente accusato da Filippani.
Da quei dissapori nacque nel 1776 un altro lavoro, questa volta ironico e tragicomico: il Caffè. In questa opera Sarcone irride la scienza medica romana, in quell'epoca ancora arretrata e zeppa di errori grossolani da parte dei medici, con nefaste ripercussioni sui malati.

### Ritorno a Napoli: l'Accademia delle Scienze e l'ultimo periodo

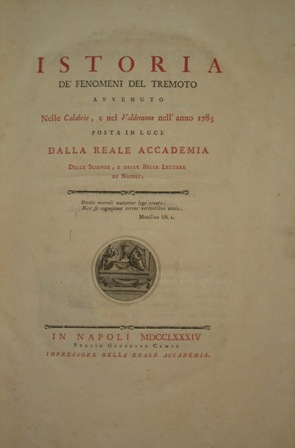
Istoria de' Fenomeni del Tremoto avvenuto nelle Calabrie, e nel Valdemone nell'anno 1783 - Prima edizione 1784

Nel 1776 il suo garante Tanucci decadde dal suo compito a causa di una fronda contro di lui pilotata dal principe Caramanico: gli venne ingiustamente accusata un'apparente incapacità diagnostica e clinica al fine di estromettere Sarcone da ogni attività medica.
Tornato a Napoli divenne segretario perpetuo presso la Regia Accademia delle Scienze. Fu nominato "capo della commissione di ricerche scientifiche sul terremoto" che nei primi mesi del 1783 aveva colpito la Calabria e la Sicilia Occidentale. Dalle esperienze fatte dall'osservazione dei fenomeni nacque un'altra opera pubblicata nel 1784, dal titolo Istoria dei fenomeni del terremoto nelle Calabrie e nel Valdemone nel 1783..
La sua salute cominciava a declinare, non fu lo stesso per la sua attività scientifica.
Continuò per tutta la vita a dedicarsi ancora alla ricerca, pubblicando nel 1787 un'altra opera intitolata Scrittura medico-legale, anticipando una nuova branca della medicina; la medicina legale. Negli ultimi anni della sua vita si dedico alla febbre tifoide..
Come ricorda un biografo italiano di nome A. Casarini, fu proprio l'arte medica ad essere fatale per la sua salute:
(A. Casarini)
Michele Sarcone morì a Napoli il 25 gennaio del 1797 a sessantasei anni.

## L'Ippocrate napoletano
Umoralista convinto (discepolo di quella scuola che, sulla scia degli insegnamenti di Ippocrate, nel diciottesimo secolo trova nell'olandese Herman Boerhaave il più insigne cultore), Sarcone pensava che le cause delle malattie andavano ricercate nell'alterazione degli umori circolanti nella massa sanguigna: per questo ricevette il titolo di "Ippocrate napoletano" portando avanti il progresso della medicina razionale. 
Michele Sarcone fu tra i primi a promuovere la medicina anche come mezzo di educazione, prevenzione, soccorso ai disagi legati al lavoro, alle condizioni ambientali e di vita. Egli non scisse mai il binomio medicina-meridione stando sempre attento allo spirito della sua terra delle tradizioni e della sua gente.

## Attività letteraria

### Istoria ragionata dei mali osservati in Napoli nel corso dell'anno 1764
A Napoli le epidemie dilagavano ed erano frequenti contagi di massa.
I problemi della città erano molteplici: le misure di nettezza urbana erano inesistenti, l'edilizia costringeva gli abitanti a vivere in luoghi angusti e la qualità degli alimenti era scadente.
Durante la ben nota epidemia che afflisse la città nel 1764, Sarcone ebbe modo di dimostrare, oltre al suo impegno e al suo spirito umanitario, anche le virtù del suo occhio clinico: si dimostrò uno scienziato molto attento ai fenomeni patologici che si accompagnavano al decorso della malattia e le sue deduzioni dovevano poi concretizzarsi in pratiche decisioni di prevenzione igienica e cure mirate. 
Il suo capolavoro nato appunto da questa triste esperienza fu una pietra miliare per la medicina applicata, tanto da avere ampia ed immediata risonanza in Francia e Germania. 
Il libro fu pubblicato nella Stamperia Simoniana nel 1765 ed è dedicato al ministro Tanucci.
- La prima parte dell'opera si apre con la descrizione topografica della città, si parla della febbre, della polmonite, delle possibili cause dell'epidemia febbrile che si era abbattuta sulla città insieme all'intero caso clinico addominale.
- La seconda parte tratta del tifo petecchiale che dominò dal mese di aprile a quello di settembre.
- La terza parte dell'opera riguarda invece le malattie che subentrarono nell'autunno e nell'inverno mobilitando ulteriormente la popolazione.[4].

Il suo lavoro è quindi un'opera di osservazione, una medicina basata sull'evidenza, che offre una mole di dati che analizzati permettono di distribuire una interpretazione corretta e scientificamente adeguata della malattia.
Sarcone considerava l'organismo connesso al suo ambiente geografico, climatico, idrologico: elementi condizionanti erano perciò l'igiene e l'alimentazione. Egli considerò necessaria anche la conoscenza della struttura sociale dove l'individuo viveva, introdusse così il concetto di anamnesi, anche oggi elemento fondamentale nella ricostruzione della storia del malato e nella ricerca delle cause della malattia.
Il medico terlizzese credette fermamente nell'utilità dell'autopsia e nello studio delle alterazioni provocate agli organi dalla malattia, per tal motivo, ricevette molte critiche da parte degli altri medici, i quali rispettavano il cadavere e non praticavano tale tecnica, vincolati da una mentalità ancora arretrata.

### Del contagio del vaiuolo e della necessità di tentarne l'estirpazione
L'opera si presenta divisa in tre parti:
- La prima parte tratta della contagiosità del vaiolo e delle molteplici fonti di infezione. Sarcone riteneva ad esempio che il vaiolo non era ereditario (aldilà delle convinzioni dell'epoca).[8]
- Nella seconda parte dell'opera Sarcone affronta lo studio dei nuclei più famosi dell'epidemia che si manifestarono in Europa dal XVI al XVIII secolo. Egli esamina il numero di morti e le ripercussioni sul piano politico e sociale[17].
- Nella terza ed ultima parte illustra i mezzi più opportuni per difendersi dalla malattia.[17].

Secondo il medico era necessario informare la popolazione della comparsa della malattia tramite un editto, limitare i contatti con gente che manifestava i sintomi, separare gli infermi dalle famiglie per portarli in ospedali pubblici o meglio in luoghi isolati e coloro che guarivano da tale malattia potevano tornare in famiglia solo dopo una lunga convalescenza.
Sarcone consigliò delle carrozze particolari per i malati:
(Michele Sarcone, Del contagio del vaiuolo e della necessità di tentarne l'estirpazione, p. 72)

## Scritti principali
- Istoria ragionata dei mali osservati in Napoli nel corso dell'anno 1764, stamperia simoniana, Napoli 1765. In linea: la prima parte
- Il Caffè, Roma 1776
- Del contagio del vaiuolo e della necessità di tentarne l'estirpazione, Napoli 1768
- Istoria de' Fenomeni del Tremoto avvenuto nelle Calabrie, e nel Valdemone nell'anno 1783 (posta in luce dalla Reale Accademia delle Scienze, e delle Belle Lettere di Napoli), presso Giuseppe Campo, Napoli 1784

## Ospedale M. Sarcone di Terlizzi e convegno commemorativo

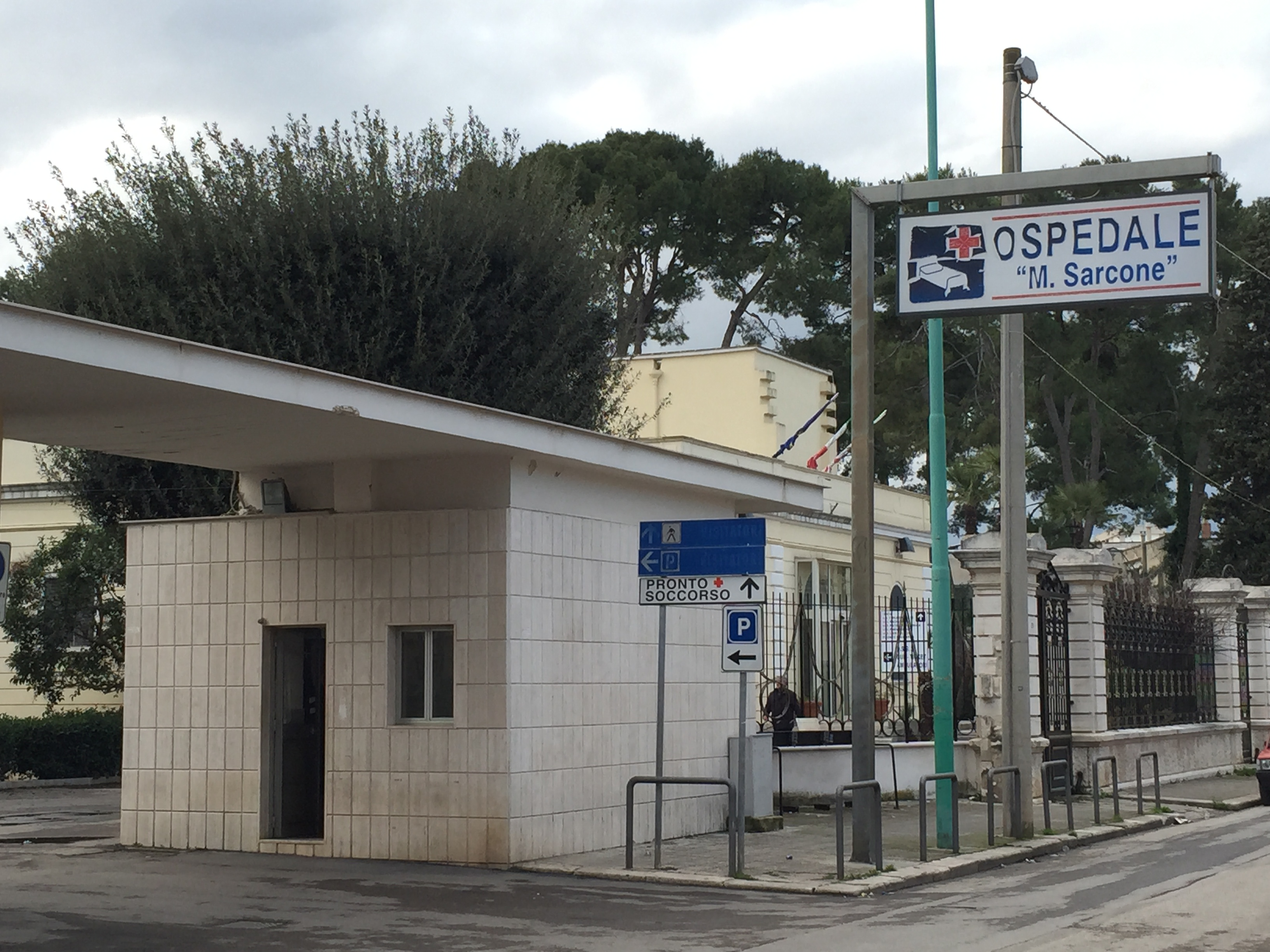
Ospedale Michele Sarcone di Terlizzi

La città di Terlizzi onorò lo scienziato dedicandogli sul finire del 1800 il locale Ospedale Civile.
A due secoli dalla sua morte la Sanità Pubblica, l'Ordine dei Medici e il comune di Terlizzi hanno avvertito, innanzi all'immotivato oblio, l'esigenza di ricordare un uomo che riunì sapientemente in sé superiorità intellettuale e nobiltà di carattere: il 26 gennaio 1998 presso la sala Dioguardi del presidio ospedaliero di Terlizzi fu organizzata la commemorazione di Michele Sarcone ad opera del prof. Alfredo Musajo Somma, Ordinario di storia della medicina dell'università di Bari.